# Santa Cruz (Campinas)
Santa Cruz é o 2.º Subdistrito do município de Campinas, no estado de São Paulo, no Brasil e que também foi um distrito existente entre 1934 e 1938.

## História
O Largo de Santa Cruz, hoje oficialmente Praça XV de Novembro, no bairro do Cambuí, foi uma das primeiras praças a se formar na cidade de Campinas, ainda na década de 1770, um pouco mais distante do núcleo inicial, no Largo da Matriz Velha - onde hoje se situa a Igreja do Carmo e como tal, foi um dos núcleos em torno dos quais a cidade veio a se desenvolver. Em 1875 foi criado o Cartório Santa Cruz, representando o 2º Subdistrito de Campinas, com nova redivisão em 1934.

## Limites
Os limites do então distrito de Santa Cruz, estabelecidos pelo artigo 3.º Decreto Estadual 6.570/1934, eram os seguintes:
| “ | O distrito de paz de Santa Cruz terá as seguintes divisas: "Começam no rio Jaguari, onde começam as divisas com o município de Vila Americana, seguem por estas e pelas divisas do atual distrito de paz de Rebouças até os trilhos da Companhia Paulista de Estradas de Ferro, cujo eixo acompanham até frontear a rua Campos Sales, seguindo depois por esta rua e pelas ruas Barão de Jaguara, General Osório, Doutor Quirino, Avenida Dona Libânia até o canal de saneamento, que acompanham até a rua Paula Bueno, pela qual seguem até alcançar a estrada de rodagem para Mogi Mirim, que acompanham até o rio Jaguari, descendo depois por este, até o ponto em que tiveram começo estas divisas". | ” |

Assim, a área atribuída a Santa Cruz abarcava áreas que hoje pertencem aos municípios de Sumaré, Hortolândia, Cosmópolis e Paulínia, bem como aos distritos de Barão Geraldo e Nova Aparecida, bem como parte das atuais regiões Noroeste, Norte e Leste de Campinas, com bairros como Bonfim, Jd. Chapadão, Jd. Guanabara, Jd. Sta. Genebra, Jd. Sta. Mônica, Taquaral, entre outros. 